# Joséphine Lebas-Joly
Joséphine Lebas-Joly (* 26. November 1992 in Paris) ist eine französische Schauspielerin. 

## Leben
Lebas-Joly entstammt einer Familie von Schauspielern: Ihre Eltern sind die Schauspieler Philippe Lebas und Christine Joly. Der Schauspieler Antonin Lebas-Joly ist ihr Bruder. Ihre Schulzeit verbrachte sie am Collège Françoise Dolto im 20. Arrondissement von Paris. Diese Schule diente auch als Kulisse für den Film Entre les murs.
1999 konnte Lebas-Joly an der Seite von Catherine Deneuve und Gabriel Aghion erfolgreich im Film Belle-Maman (Meine schöne Schwiegermutter) debütieren. Ein weiterer Erfolg wurde für sie der Film Jeux d'enfants (Liebe mich, wenn du ich traust) von Yann Samuell.

## Filmografie
- 1999: Chasseurs d’ecume
- 1999: Meine schöne Schwiegermutter (Belle maman)
- 2002: A l’abri des regards indiscrets
- 2003: Liebe mich, wenn du dich traust (Jeux d’enfants)